# Bolívar (Trujillo)
Pour les articles homonymes, voir Bolívar.
Bolívar est l'une des vingt municipalités de l'État de Trujillo au Venezuela. Son chef-lieu est Sabana Grande. En 2011, la population s'élève à 15 285 habitants.

## Géographie

### Subdivisions
La municipalité est divisée en trois paroisses civiles avec, chacune à sa tête, une capitale : 
- Cheregüé (Altamira de Caús) ;
- Granados (Granados) ;
- Sabana Grande (Sabana Grande).